# Петшиково-Голомбкі
Петшиково-Голомбкі (пол. Pietrzykowo-Gołąbki) — село в Польщі, у гміні Більськ-Підляський Більського повіту Підляського воєводства.
Населення — 101 особа (2011).
У 1975-1998 роках село належало до Білостоцького воєводства.

## Демографія
Демографічна структура станом на 31 березня 2011 року:
|          | Загалом | Допрацездатний вік | Працездатний вік | Постпрацездатний вік |
| -------- | ------- | ------------------ | ---------------- | -------------------- |
| Чоловіки | 52      | 15                 | 30               | 7                    |
| Жінки    | 49      | 15                 | 24               | 10                   |
| Разом    | 101     | 30                 | 54               | 17                   |